# Châtelard
Châtelard är en kommun i departementet Creuse i regionen Nouvelle-Aquitaine i de centrala delarna av Frankrike. Kommunen ligger i kantonen Auzances som tillhör arrondissementet Aubusson. År 2022 hade Châtelard 29 invånare.

## Befolkningsutveckling
Antalet invånare i kommunen Châtelard
Referens:INSEE